# Gefahrensymbol

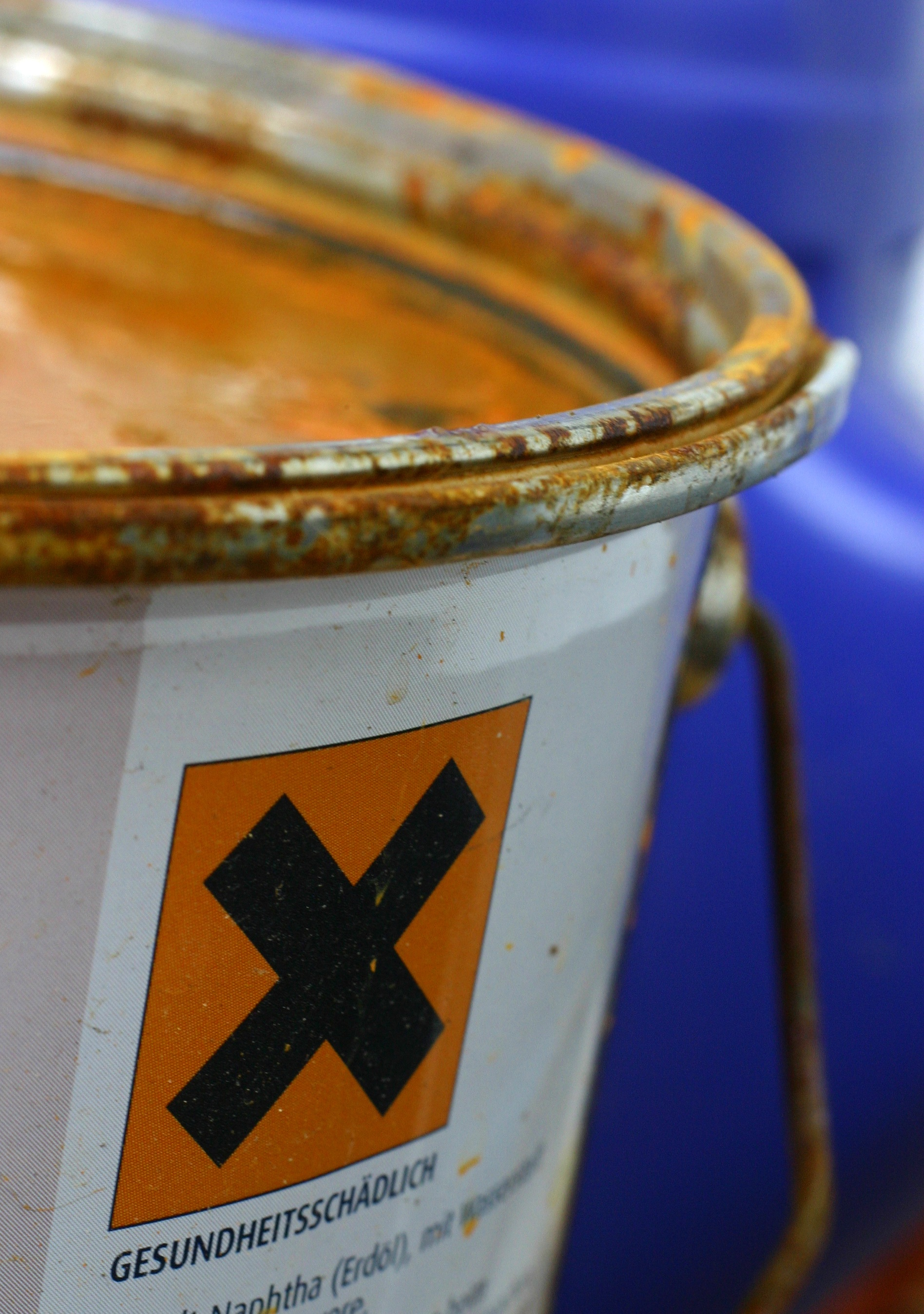
(Veraltetes) Gefahrensymbol auf einem Produktgebinde

Die Gefahrensymbole waren ein Satz von Piktogrammen auf orangem Untergrund, die zusammen mit einer bestimmten Gefahrenbezeichnung einen ersten, leicht erkennbaren Hinweis auf die Gefahren gaben, die von einem Gefahrstoff ausgingen.
Die Gültigkeit der Gefahrensymbole erstreckte sich auf den
Europäischen Wirtschaftsraum sowie die Schweiz, seit 1. Juni 2015 (bzw. übergangsweise 1. Juni 2017) sind sie abgelöst durch die international gültige Kennzeichnung des global harmonisierten Systems zur Einstufung und Kennzeichnung von Chemikalien (GHS). Seither finden Gefahrenpiktogramme Anwendung.
Weitere Informationen im Sinne des EU-Rechts zu Gefahrstoffen und für den Umgang damit gaben die R- und S-Sätze, mit denen alle Verpackungen solcher Stoffe gekennzeichnet werden mussten.

## Geschichte und Rechtsgrundlagen

### Vorläufer

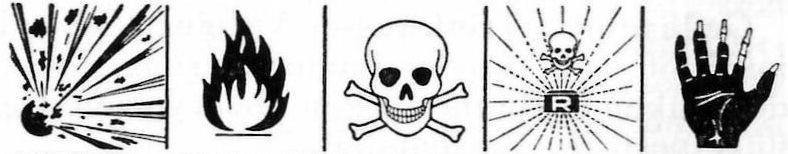
Erste Entwürfe von Gefahrensymbolen (1955)

Die erste Festlegung auf bildhafte Symbole für den internationalen Verkehr mit gefährlichen Stoffen, die auch „Nichtschriftkundigen“ verständlich sein sollten, erfolgte im Februar 1955 während der 4. Sitzung des Ausschusses für die chemische Industrie im Internationalen Arbeitsamt in Genf. Sie wurden in den DIN-Mitteilungen im gleichen Jahr veröffentlicht.

### Stoffrichtlinie

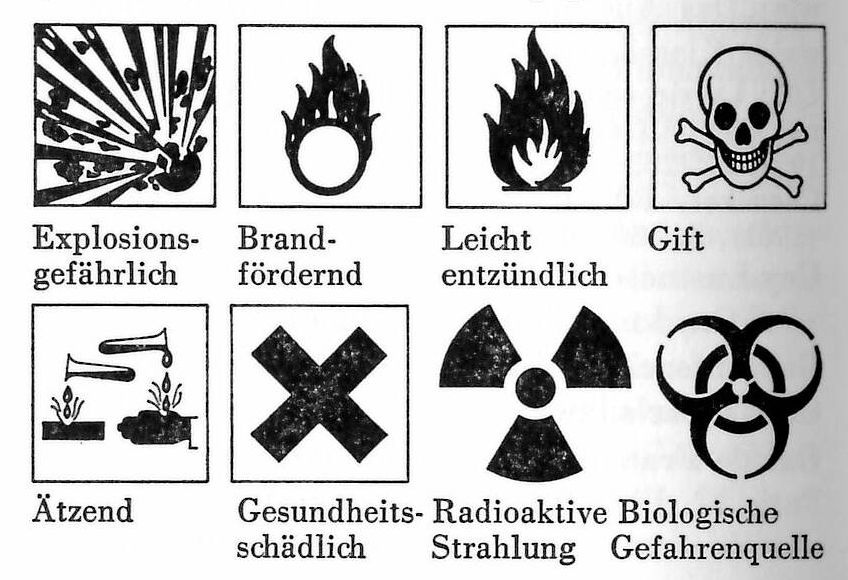
Gestaltung von Gefahrensymbolen (1971)

Die gesetzliche Grundlage der Gefahrensymbole stellte die Richtlinie 67/548/EWG (Stoffrichtlinie) dar, die am 1. Januar 1970 in Kraft trat. Die Gefahrensymbole sind dort im Anhang II enthalten. Die Standardisierung und Kontrolle oblag dem European Chemicals Bureau (ECB).
Für Kanada ist das Workplace Hazardous Materials Information System (WHMIS) gültig.

### Einführung des GHS

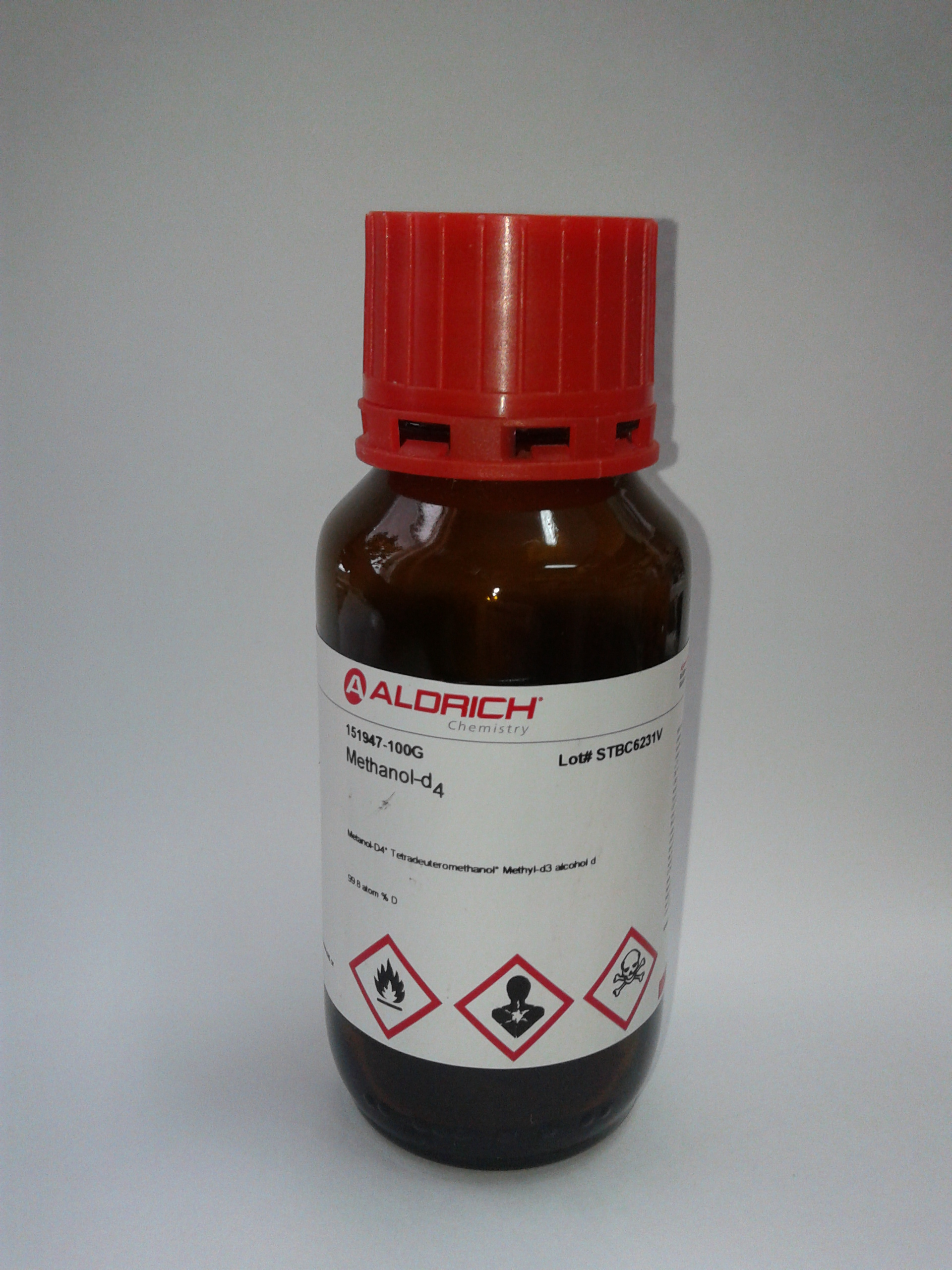
Gemäß GHS aktuell gültige Gefahrenpiktogramme auf einer Chemikalienflasche

Die Bestimmungen der Richtlinie 67/548/EWG wurden in die am 31. Dezember 2008 veröffentlichte Verordnung (EG) Nr. 1272/2008 des Europäischen Parlaments und des Rates integriert, zusammen mit dem sie ablösenden global harmonisierten System zur Einstufung und Kennzeichnung von Chemikalien (GHS). Mit diesem seit 1992 durch eine UN-Kommission erarbeiteten System werden die Warnsymbole für Gefahrstoffe als GHS-Gefahrenpiktogramme neu definiert und weltweit vereinheitlicht. Somit war die Gültigkeit der bisherigen Gefahrensymbole mit ihren Gefahrenhinweisen (sowie der R- und S-Sätze) auf die im GHS festgelegten Übergangsfristen begrenzt. Stoffe müssen seit dem 1. Dezember 2010 nach GHS gekennzeichnet werden, die Übergangsregelung lief am 1. Dezember 2012 aus. Für Gemische gilt die neue Regelung seit dem 1. Juni 2015. Auch hier gab es eine zweijährige Übergangsfrist: Für Lagerbestände konnte die alte Kennzeichnung noch bis zum 1. Juni 2017 genutzt werden.
Während die alten Gefahrensymbole Quadrate in orange sind, sind die neuen Gefahrenpiktogramme Rauten in weiß mit roter Umrandung. Die abgebildeten Piktogramme – symbolische Bilder der Gefährdung – sind weitgehend ähnlich (die Gefahrensymbole in Rauten auf verschiedenen Volltonfarben werden für die Gefahrgutklassen nach ADR/RID des Transportwesens verwendet).

## Gefahrensymbole
Die Gefahrensymbole bilden 3 Gruppen, wobei für die Kennzeichnung eine Hierarchie zu beachten ist:
| Feuer | Feuer                | Gesundheit | Gesundheit           | Gesundheit | Gesundheit | Umweltschutz | Umweltschutz     |
| ----- | -------------------- | ---------- | -------------------- | ---------- | ---------- | ------------ | ---------------- |
| E     | Explosionsgefährlich | T+         | Sehr giftig          |            |            | N            | Umweltgefährlich |
| F+    | Hochentzündlich      | T          | Giftig               |            |            |              |                  |
| F     | Leichtentzündlich    |            |                      | C          | Ätzend     |              |                  |
| O     | Brandfördernd        | Xn         | Gesundheitsschädlich | Xi         | Reizend    |              |                  |

Wenn 2 Symbole aus einer senkrechten Linie zutreffen sollten, wurde nur das am weitesten oben Stehende verwendet. In der Gruppe „Gesundheit“ galt das auch von links nach rechts, aber mit der Ausnahme, dass C neben T bestehen blieb, wenn es sich um einen CMR-Stoff handelte (krebserzeugender, erbgutverändernder oder fortpflanzungsgefährdender Stoff).
Somit ergaben sich maximal 4 Symbole für einen Gefahrstoff (Beispiel: Chrom(III)-chromat: O, T, C, N).

### Übersicht Gefahrensymbole
Nachfolgend sind die Symbole in der obigen Reihenfolge geordnet:
| Gefahrensymbol Gefahrenbezeichnung | Kennbuchstabe 1 Gefahrenbezeichnung | Bedeutung (Gefahr und Nutzungshinweise) | Hauptartikel                                      |
| ---------------------------------- | --- | --- | ------------------------------------------------- |
| Explosionsgefährlich               | E (EN) Explosive (FR) Explosif (IT) Esplosivo (ES) Explosivo (PT) Explosivo | Gefahr: Stoffe, die unter bestimmten Bedingungen explodieren können. Von so gekennzeichneten Stoffen können zusätzlich noch die Gefahren ausgehen, die unter F+, F und O beschrieben werden; in diesen Fällen müssen diese Symbole nicht zusätzlich angegeben werden. Handhabung: Schlag, Stoß, Reibung, Funkenbildung und Hitzeeinwirkung vermeiden. | Explosionsgefährliche Stoffe                      |
| Hochentzündlich                    | F+ (EN) Extremely flammable (FR) Extrêmement inflammable (IT) Estremamente infiammabile (ES) Extremadamente inflamable (PT) Extremamente Inflamável                              | Gefahr: Selbstentzündliche Stoffe, leichtentzündliche gasförmige Stoffe feuchtigkeitsempfindliche Stoffe oder brennbare Flüssigkeiten. Handhabung: Kontakt mit Zündquellen/Gefahrenquellen (Luft, Wasser) vermeiden. | Leichtentzündliche Stoffe Hochentzündliche Stoffe |
| Leichtentzündlich                  | F (EN) Highly flammable (FR) Facilement inflammable (IT) Facilmente infiammabile (ES) Fácilimente inflamable (PT) Facilmente Inflamável                                          | Gefahr: Selbstentzündliche Stoffe, leichtentzündliche gasförmige Stoffe, feuchtigkeitsempfindliche Stoffe oder brennbare Flüssigkeiten. Handhabung: Kontakt mit Zündquellen/Gefahrenquellen (Luft, Wasser) vermeiden. | Leichtentzündliche Stoffe Hochentzündliche Stoffe |
| Brandfördernd                      | O (EN) Oxidizing (FR) Comburant (IT) Comburente (ES) Comburente (PT) Comburente                                                                                                  | Gefahr: Stoffe, die brennbare Stoffe entzünden können oder ausgebrochene Brände fördern und so die Brandbekämpfung erschweren. Handhabung: Jeden Kontakt mit brennbaren Stoffen vermeiden. | Brandfördernde Stoffe                             |
| Sehr giftig                        | T+ (EN) Very toxic (FR) Très toxique (IT) Molto tossico (ES) Muy tóxico (PT) Muito Tóxico                                                                                        | Gefahr: Nach Einatmen, Verschlucken oder Aufnahme durch die Haut treten meist Gesundheitsschäden erheblichen Ausmaßes oder gar der Tod ein. Schon weniger als 25 mg pro Kilogramm Körpergewicht können zum Tod führen. Von so gekennzeichneten Stoffen können zusätzlich noch die Gefahren ausgehen, die unter Xn, Xi und C beschrieben werden; in diesen Fällen müssen diese Symbole nicht zusätzlich angegeben werden. Handhabung: Jeglichen Kontakt mit dem menschlichen Körper vermeiden und bei Unwohlsein sofort den Arzt aufsuchen. | Giftige Stoffe                                    |
| Giftig                             | T (EN) Toxic (FR) Toxique (IT) Tossico (ES) Tóxico (PT) Tóxico | Gefahr: Nach Einatmen, Verschlucken oder Aufnahme durch die Haut treten meist Gesundheitsschäden erheblichen Ausmaßes ein; 25–200 mg pro Kilogramm Körpergewicht können tödlich sein. Von so gekennzeichneten Stoffen können zusätzlich noch die Gefahren ausgehen, die unter Xn, Xi und C beschrieben werden; in diesen Fällen müssen diese Symbole nicht zusätzlich angegeben werden. Jedoch bleibt gemäß RL 67/548 EWG die Kennzeichnung mit C neben T bestehen, wenn letztere auf krebserzeugender, mutagener oder teratogener Wirkung beruht. Handhabung: Jeglichen Kontakt mit dem menschlichen Körper vermeiden und bei Unwohlsein sofort den Arzt aufsuchen. | Giftige Stoffe                                    |
| Gesundheitsschädlich               | Xn (EN) Harmful (FR) Nocif (IT) Nocivo (ES) Nocivo (PT) Nocivo | Gefahr: Bei Aufnahme in den Körper können diese Stoffe Gesundheitsschäden verursachen. Handhabung: Kontakt mit dem menschlichen Körper, auch Einatmen der Dämpfe, vermeiden und bei Unwohlsein den Arzt aufsuchen. Von so gekennzeichneten Stoffen können zusätzlich noch die Gefahren ausgehen, die unter Xi beschrieben werden; in diesen Fällen muss dieses Symbol nicht zusätzlich angegeben werden. | Gesundheitsschädliche Stoffe                      |
| Ätzend                             | C (EN) Corrosive (FR) Corrosif (IT) Corrosivo (ES) Corrosivo (PT) Corrosivo | Gefahr: Lebendes Gewebe, aber auch viele Materialien werden bei Kontakt mit dieser Chemikalie zerstört. Von so gekennzeichneten Stoffen können zusätzlich noch die Gefahren ausgehen, die unter Xn und Xi beschrieben werden; in diesen Fällen müssen diese Symbole nicht zusätzlich angegeben werden. Handhabung: Dämpfe nicht einatmen und Berührung mit Haut, Augen und Kleidung vermeiden. | Ätzende Stoffe                                    |
| Reizend                            | Xi (EN) Irritant (FR) Irritant (IT) Irritante (ES) Irritante (PT) Irritante | Gefahr: Stoffe mit Reizwirkung auf Haut, Augen und Atmungsorgane; kann Entzündungen verursachen. Handhabung: Dämpfe nicht einatmen und Berührung mit Haut und Augen vermeiden. | Reizende Stoffe                                   |
| Umweltgefährlich                   | N (EN) Dangerous for the environment (FR) Dangereux pour l’environnement (IT) Pericoloso per l’ambiente (ES) Peligroso para el medio ambiente (PT) Perigoso para o meio ambiente | Gefahr: Bei Freisetzung in die Umwelt kann eine Schädigung des Ökosystems sofort oder später herbeigeführt werden. Handhabung: Je nach Gefährdungspotential nicht in Kanalisation, Boden oder Umwelt gelangen lassen. Besondere Entsorgungsvorschriften beachten! | Umweltgefährliche Stoffe                          |

## Zusätzliche Verwendungen der Symbole T, Xn und Xi
Für CMR-Stoffe (cancerogen, mutagen, reproduktionstoxisch) sowie Allergene wurden die Symbole Xn, Xi und T ebenfalls verwendet, obwohl z. B. für krebserzeugende Stoffe keine akute Giftigkeit vorliegt. Liegt bei solchen Stoffen jedoch zusätzlich der Fall vor, dass sie auch akut giftig sind, so galt die Anmerkung E; auch akut sehr giftige Stoffe wurden mit T+ gekennzeichnet.
| Gefährlichkeitsmerkmal und Gefahrensymbol          | Bedeutung (Gefahr und Nutzungshinweise) |
| -------------------------------------------------- | --- |
| Krebserzeugend Giftig                              | Gefahr: Stoffe sind krebserzeugend, wenn sie beim Einatmen, Verschlucken oder Aufnahme über die Haut Krebs erregen oder die Krebshäufigkeit erhöhen können. R 45 „Kann Krebs erzeugen.“ R 49 „Kann Krebs erzeugen beim Einatmen.“ Handhabung: Kontakt mit dem Körper vermeiden – auch Verschlucken oder Einatmen. Bei Kontakt umgehend den Arzt aufsuchen. |
| Erbgutverändernd Giftig                            | Gefahr: Stoffe sind erbgutverändernd, wenn sie bei Einatmen, Verschlucken oder Aufnahme über die Haut vererbbare genetische Schäden zur Folge haben oder deren Häufigkeit erhöhen können. R 46 „Kann vererbbare Schäden verursachen.“ R 68 „Irreversibler Schaden möglich“ (bewirkt das Gefahrensymbol Xn). Handhabung: Kontakt mit dem Körper vermeiden – auch Verschlucken oder Einatmen. Bei Kontakt umgehend den Arzt aufsuchen. |
| Reproduktionstoxisch Giftig                        | R 60 „Kann die Fortpflanzungsfähigkeit beeinträchtigen.“ R 61 „Kann das Kind im Mutterleib schädigen.“ (Zusammengefasst mit "Verdacht auf reproduktionstoxische Wirkung") Gefahr: Stoffe sind reproduktionstoxisch (fortpflanzungsgefährdend), wenn sie bei Einatmen, Verschlucken oder Aufnahme über die Haut nichtvererbbare Schäden der Nachkommenschaft hervorrufen oder deren Häufigkeit erhöhen (fruchtschädigend) oder eine Beeinträchtigung der männlichen Fortpflanzungsfunktionen oder -fähigkeit zur Folge haben können. Handhabung: Kontakt mit dem Körper vermeiden – auch Verschlucken oder Einatmen. Bei Kontakt umgehend den Arzt aufsuchen. |
| Verdacht auf … Gesundheitsschädlich                | R 40 „Verdacht auf krebserzeugende Wirkung“, R 62 „Kann möglicherweise die Fortpflanzungsfähigkeit beeinträchtigen“, R 63 „Kann das Kind im Mutterleib möglicherweise schädigen“ (R62 und R63 zusammengefasst mit "Verdacht auf reproduktionstoxische Wirkung") bewirken das Gefahrensymbol Xn, auch wenn diese Stoffe ansonsten nicht unter die Einstufungskriterien für gesundheitsschädlich fallen. Gefahr: Bei Aufnahme in den Körper können diese Stoffe längerfristig Gesundheitsschäden verursachen. Handhabung: Kontakt mit dem menschlichen Körper, auch Einatmen der Dämpfe, vermeiden. |
| Sensibilisierend Gesundheitsschädlich oder Reizend | Gefahr: R 42 „Sensibilisierung durch Einatmen möglich.“ (Xn) Stoffe und Zubereitungen, die nachweislich beim Menschen eine spezifische Überempfindlichkeit (z. B. Asthma) hervorrufen. Stoffe und Zubereitungen, die positive Ergebnisse bei geeigneten Tierversuchen erzielen. Isocyanate, es sei denn, es liegt ein Nachweis darüber vor, dass das betreffende Isocyanat keine Sensibilisierung durch Einatmen bewirkt. Handhabung: R 42: Jeglichen Kontakt durch Einatmen von Gas/Dampf/Rauch/Aerosol vermeiden. R 43 „Sensibilisierung durch Hautkontakt möglich.“ (Xi) Stoffe und Zubereitungen, die bei einer erheblichen Anzahl von Personen Sensibilisierung durch Hautkontakt hervorrufen. Stoffe und Zubereitungen, die positive Ergebnisse bei geeigneten Tierversuchen erzielen. Handhabung: R 43: Jeglichen Kontakt durch Berührung mit der Haut vermeiden. |